# Андре Віллаш-Боаш
Лу́їш А́ндре Пі́на Кабрал Ві́ллаш-Бо́аш (порт. Luís André Pina Cabral Villas-Boas; нар. 17 жовтня 1977, Порту, Португалія) — португальський футбольний тренер. У травні 2011 року, бувши наставником «Порту»,  став наймолодшим тренером в історії, який завоював європейський титул. З квітня 2024 року обіймає посаду президента «Порту».

## Кар'єра
Вирішальну роль у становленні Андре Віллаш-Боаша як тренера зіграв Боббі Робсон, який тренував «Порту» з 1994 по 1996 роки. Саме він відправив молодого тренера в Шотландію отримувати тренерську ліцензію. У 17 років Віллаш-Боаш отримав ліцензію категорії «C».
У 2000 році Андре виїхав на Британські Віргінські острови, де став технічним директором головної команди країни, але формально був її головним тренером. Збірна брала участь у відбіркових матчах до чемпіонату світу, але програла обидва попередні матчі збірній Бермудів із загальним рахунком 1:14 (1:5 — вдома і 0:9 — у гостях). Таким чином, у 23 роки Андре Віллаш-Боаш став наймолодшим тренером збірної команди у світі.
Після повернення на батьківщину Віллаш-Боаш став тренувати молодіжний склад «Порту» до 19 років. У 2002 році на посаду головного тренера «Драконів» був призначений Жозе Моурінью, який працював технічним асистентом у Боббі Робсона в «Порту». Жозе взяв Андре Віллаш-Боаша в асистенти. У його функції входило спостереження за майбутніми суперниками клубу та складання звіту за їхньою грою та по кожному футболістові суперника. Після переїзду Моурінью в «Челсі» та «Інтер» Андре Віллаш-Боаш пішов за ним.

### «Академіка»
На початку сезону 2009—2010 Андре Віллаш-Боаш вирішив почати свою кар'єру тренера. 14 жовтня 2009 року він був призначений головним тренером «Академіки» з Коїмбри. Після 7 турів клуб мав 3 очки і йшов на останньому місці в чемпіонаті Португалії.

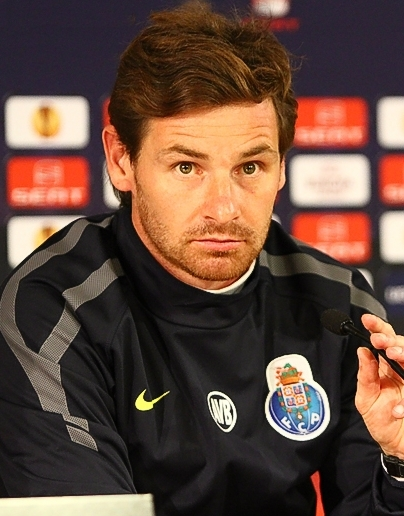
Андре Віллаш-Боаш під час роботи з «Порту». 2011 рік.

Перший матч з новим головним тренером «Академіка» провела 25 жовтня 2009 року в гостях проти «Порту». Матч закінчився поразкою «студентів» з рахунком 2:3, але вже в наступному турі чемпіонату Португалії був здобута перемога. 2 листопада «Академіка» обіграла «Віторію» з рахунком 2:0.
Після закінчення чемпіонату «Академіка» зуміла уникнути вильоту, зайнявши в лізі 11-е місце. Так само в цьому сезоні «студенти» дійшли до півфіналу Кубка португальської ліги, де поступилися «Порту» — 0:1.

### «Порту»
Після відходу з клубу Жезуалду Феррейри керівництво «Порту» зробило пропозицію Андре Віллаш-Боашу очолити клуб, попри те, що тренер провів всього 23 матчі як головний тренер «Академіки» на такому рівні. 2 червня Віллаш-Боаш підписав контракт з «драконами».
Але попри втрати у складі в міжсезоння, вже 7 серпня 2010 року «Порту» виграв свій перший титул під керівництвом Андре Віллаш-Боаша. У матчі за суперкубок Португалії була переможена «Бенфіка» з рахунком 2:0.
«Порту» дуже добре почав сезон 2010/11, в перших 6 турах чемпіонату було здобуто 6 перемог із загальним рахунком 13:2. Однак, у сьомому турі «дракони» вперше втратили очки, не зумівши обіграти «Віторію». Після матчу Андре завалився з критикою на головного суддю матчу за непризначений пенальті, а також заявив, що публічно попросить пробачення, якщо відеоповтор покаже, що суддя мав рацію. Незабаром на офіційному сайті «Порту» з'явилися вибачення головного тренера, що вплинуло на рішення дисциплінарного комітету, який обмежився штрафом 250 євро. Далі в чемпіонаті пішли 4 перемоги, в тому числі й над головними суперниками «драконів» «Бенфікою» з рахунком 5:0.
28 грудня 2010 року з Андре Віллаш-Боашем був укладений новий контракт до 2013 року.
Під керівництвом Віллаш-Боаша клуб не програвав протягом 33 матчів і встановив новий рекорд клубу за кількістю поспіль матчів без поразок. Перша поразка «драконів» під керівництвом Віллаш-Боаша сталась 2 січня 2011 року в третьому раунді Кубка португальської ліги. «Порту» в домашньому матчі програв «Насьональ» з рахунком 1:2.

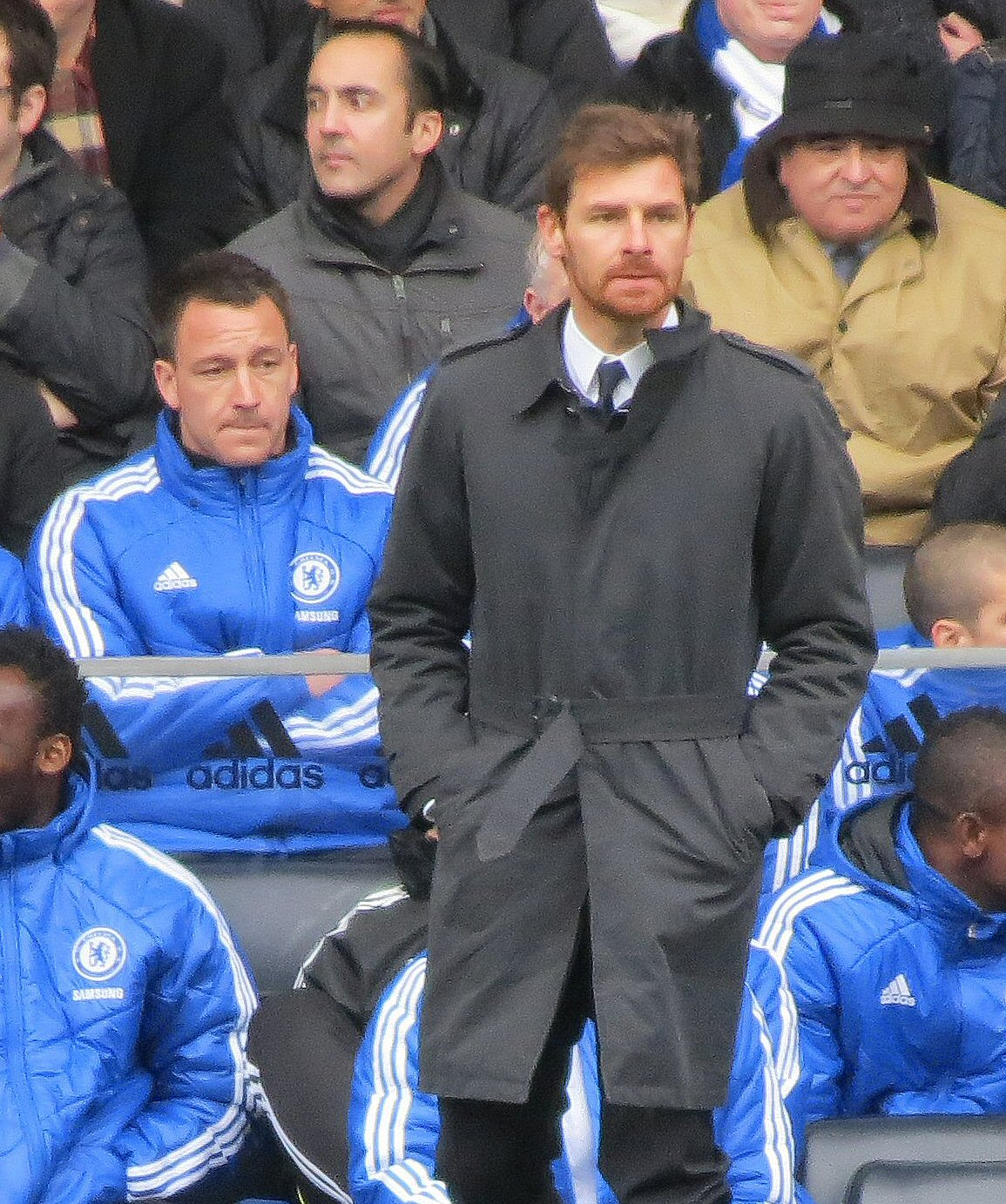
Віллаш-Боаш під час роботи в «Челсі». 2012 рік.

### «Челсі»
22 червня 2011 року Віллаш-Боаш підписав трирічний контракт з лондонським клубом «Челсі». 4 березня 2012 після серії невдалих виступів команди, власник лондонського клубу Роман Абрамович звільнив Боаша з посади головного тренера.

### «Тоттенгем»

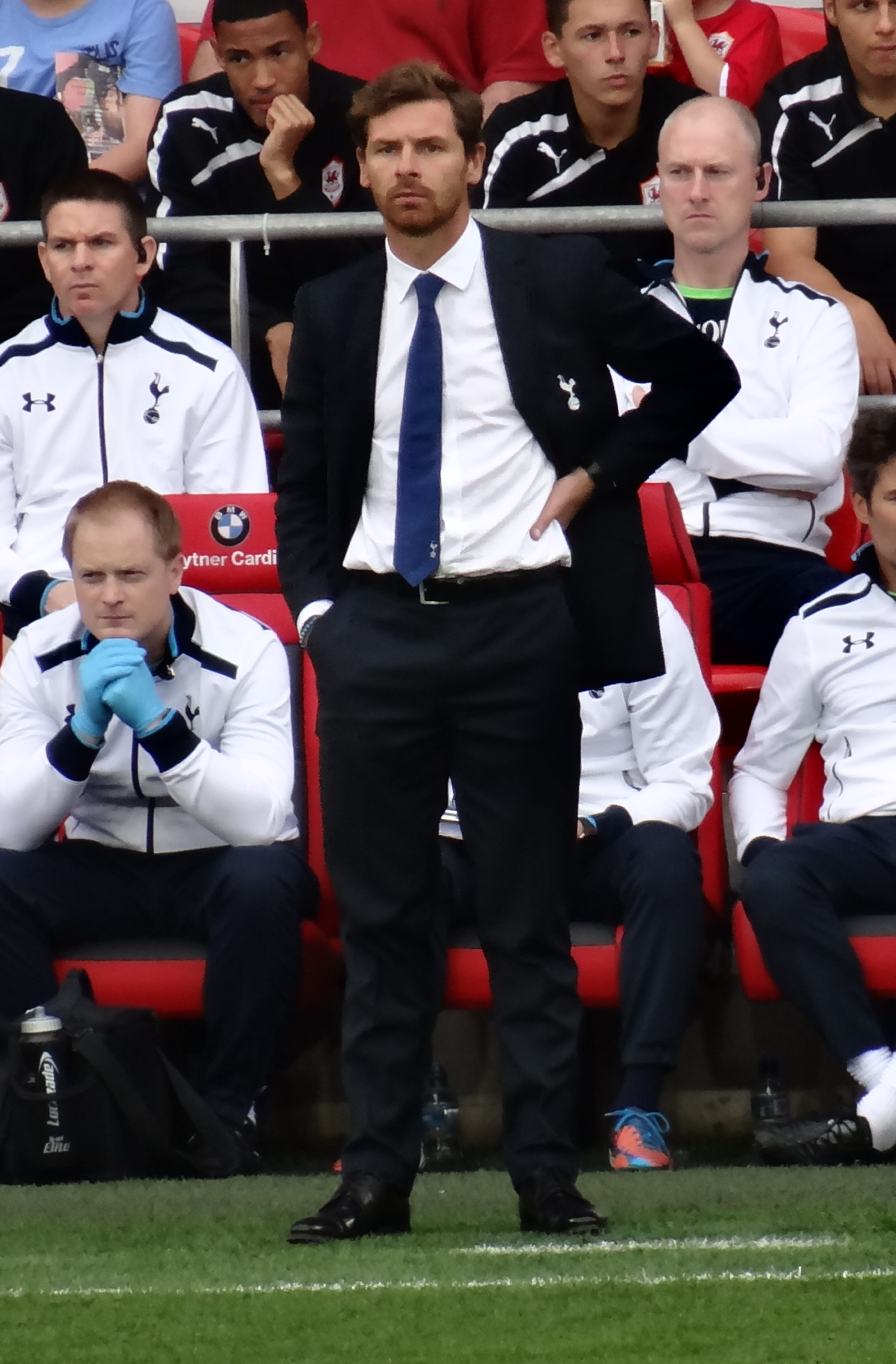
Віллаш-Боаш під час роботи в «Тоттенгем Готспур». 2013 рік.

18 серпня 2012 ріку Андре Віллаш-Боаш дебютував як головний тренер іншого лондонського клубу «Тоттенгем Готспур» в 1-му турі Прем'єр-ліги проти Ньюкасла. Матч закінчився поразкою 2:1. Наступні два матчі «Шпори» також не змогли перемогти: обидва рази закінчуючи матч внічию — 1:1. Після не дуже вдалого старту (три матчі без перемог), «Готспур» здобули чотири перемоги підряд: 3:1 — над «Редінгом», 2:1 — над КПР, 2:0 — над «Астон Віллою», також отримали історичну перемогу 3:2 над «МЮ», яку не перемагала на «Олд Траффорд» протягом останніх 28 років. Серію вдалих виступів перервав колишній клуб Віллаша-Боаша — «Челсі»: «сині» добилися перемоги — 4:2. Після поразки від «Челсі» «Готспур» виграли в аутсайдера — «Саутгемптона». Після перемоги над «Святими» «Тоттенхем» програв три матчі поспіль: «Вігану» (0:1), «Манчестер Сіті» (1:2) і в північно-лондонському дербі — «Арсеналу» (2:5). Ці поразки відсунули команду на восьме місце турнірної таблиці. Проте вже до нового року «Тоттенхему» вдалося повернуться на третє місце в турнірній таблиці, поступившись лиш «Евертону» (1:2), після якої безпрограшна серія нараховувала 12 ігор. Віллаш-Боаша визнали найкращим тренером прем'єр-ліги в грудні й лютому. Також команда під його орудуванням успішно виступала в Лізі Європи.
Однак наступний сезон «Тоттенгем» проводив менш стабільно, і ще до закінчення першого кола чемпіонату, 16 грудня 2013 року Віллаш-Боаша звільнили з поста головного тренера після розгромної домашньої поразки від «Ліверпуля» (0:5).

### «Зеніт» (СПб)

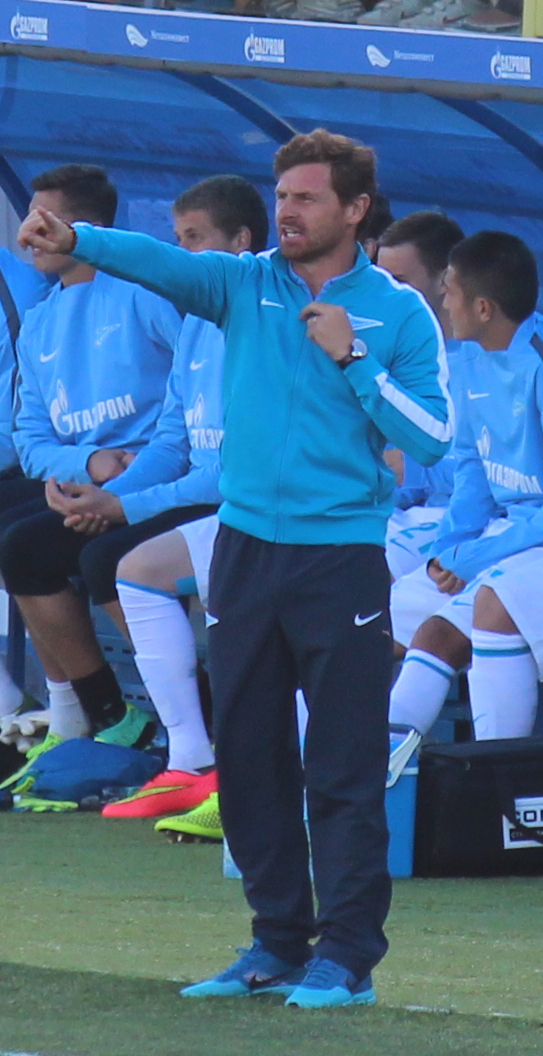
Віллаш-Боаш під час роботи в «Зеніті». 2014 рік.

У березні 2014 року після звільнення Лучано Спаллетті послугами португальського тренера зацікавився санкт-петербурзький «Зеніт». 18 березня на офіційному сайті клубу з'явилася інформація про домовленості з приводу укладення контракту з Віллашем-Боашем. Тренера представили команді 20 березня. Під керівництвом португальця «Зеніт» провів 8-матчеву переможну серію, після чого зіграв внічию з «Локомотивом» (1:1) і поступився «Динамо» (2:4). Саме цих очок «Зеніту» і не вистачило для того, щоб стати чемпіоном, і клуб закінчив сезон на другому місці.
У сезоні 2014/15 «Зеніт» встановив новий рекорд чемпіонату Росії& — 8 перемог поспіль на початку змагання, однак восени того ж року команда повторила клубний антирекорд — три поспіль домашніх поразок. Під керівництвом португальця «Зеніт» не зумів вийти в плей-оф Ліги чемпіонів, пропустивши вперед себе «Монако» та «Баєр 04», але гарантував собі третє місце в групі і продовжив виступ у Лізі Європи. У цьому турнірі «Зеніт» дійшов до стадії 1/4 фіналу, де у впертій боротьбі поступився майбутньому переможцю «Севільї».
17 травня 2015 року в матчі 28-го туру чемпіонату Росії, зігравши внічию з «Уфою» (1:1), «Зеніт» достроково гарантував собі чемпіонський титул, а Віллаш-Боаш став наймолодшим головним тренером — чемпіоном Росії у віці 37 років. Віллаш-Боаш мав намір подати у відставку після закінчення сезону 2014/15, але керівництво клубу її не прийняло.
12 липня 2015 року «Зеніт» виграв Суперкубок Росії обігравши московський «Локомотив» по пенальті 4:2 (1:1 в основний час).
3 вересня 2015 року КДК дискваліфікував Віллаш-Боаша на шість матчів за інцидент з його видаленням під час гри з «Крилами Рад» (1:3). Останній, третій, сезон для португальця в «Зеніті» склався неоднозначно. Восени команда дуже впевнено виступила на груповому етапі Ліги чемпіонів, вигравши п'ять із шести матчів, проте в 1/8 фіналу «синьо-біло-блакитні» поступилися «Бенфіці». На внутрішній арені «Зеніт» уперше за шість років став володарем кубка Росії, у фіналі з рахунком 4:1 розгромивши ЦСКА, при тому що чемпіонат підопічні Віллаша-Боаша завершили лише на третьому місці й не змогли кваліфікуватися в Лігу чемпіонів на наступний сезон. 21 травня 2016 року «Зеніт» провів останній матч під керівництвом Віллаш-Боаша, розгромивши з рахунком 3:0 «Динамо».

### «Шанхай СІПГ»
4 листопада 2016 року Віллаш-Боаш очолив китайський «Шанхай СІПГ». Заробітна плата за річним контрактом складала 12 мільйонів євро на рік. Після завершення річної угоди у листопаді наступного, 2017, року португалець відмовився від її подовження і залишив Китай.

### «Олімпік Марсель»
28 травня 2019 року Віллаш-Боаш став головним тренером марсельського «Олімпіку».

## Особисте життя
Андре Віллаш-Боаш одружився 19 червня 2004 року в Порту з Жоаною Марією де Норонха де Оренлаш Тейшейрою. Має двох доньок: Бенедіто народилася в серпні 2009 року, Кароліна — 9 жовтня 2010.

## Досягнення

### «Порту»
- Чемпіон Португалії: 2011
- Кубок Португалії: 2011
- Суперкубок Португалії: 2010
- Ліга Європи: 2011

### «Зеніт»
- Чемпіон Росії: 2014/15
- Кубок Росії: 2015/16
- Суперкубок Росії: 2015